# Лукас Пакета
Лу́кас Толенти́но Коэ́льо де Ли́ма (порт.-браз. Lucas Tolentino Coelho de Lima; род. 27 августа 1997, Рио-де-Жанейро), более известный, как Лукас Пакета́ (порт.-браз. Lucas Paquetá) — бразильский футболист, атакующий полузащитник английского клуба «Вест Хэм Юнайтед» и сборной Бразилии.

## Клубная карьера

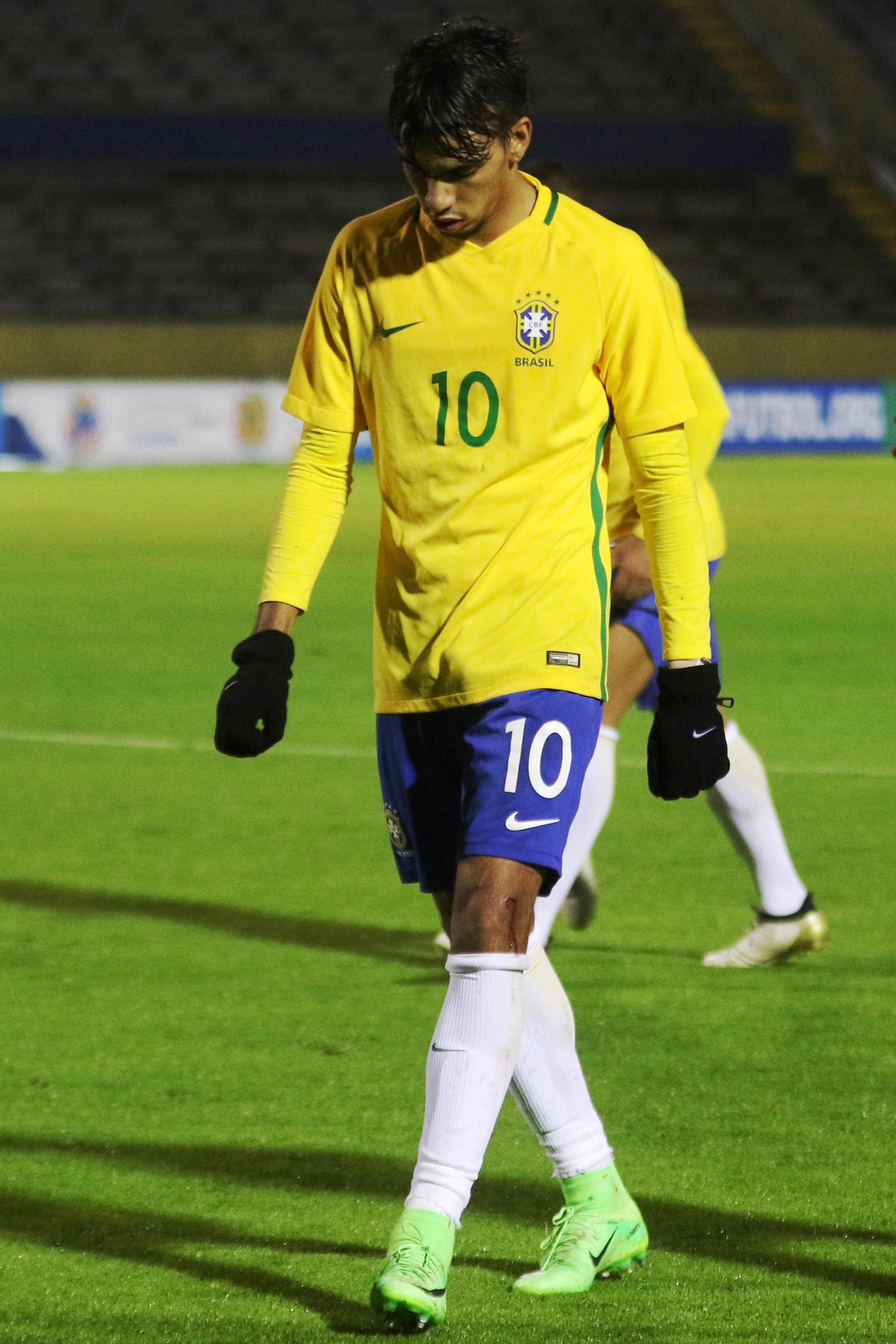
Лукас Пакета в составе молодёжной сборной Бразилии

Лукас Пакета — воспитанник клуба «Фламенго». 5 марта 2016 года в матче Лиги Кариока против «Бангу» он дебютировал за основной состав. 19 февраля 2017 в поединке против «Мадурейры» забил свой первый гол за «Фламенго». 28 мая в матче против «Атлетико Паранаэнсе» он дебютировал в бразильской Серии А. В том же году помог команде выйти в финал Южноамериканского кубка, забив по голу в матче «Шапекоэнсе» и финальном поединке против аргентинского «Индепендьенте». Осенью 2018 года после продолжительных слухов было объявлено о переходе в итальянский «Милан» за сумму 35 миллионов евро в январское трансферное окно. Ещё 10 миллионов предусмотрены к выплате в случае индивидуальных достижений бразильца. Таким образом, общая сумма сделки может составить 45 миллионов евро.
3 января 2019 года Лукас Пакета перешёл в итальянский «Милан», подписав контракт на 5 лет с зарплатой 1,7 млн евро за сезон. «Милан» выиграл конкуренцию за игрока у таких клубов как «ПСЖ» и «Барселона». 12 января в поединке Кубка Италии против «Сампдории» Лукас дебютировал за новый клуб. 21 января в матче против «Дженоа» он дебютировал в итальянской Серии A. 10 февраля в поединке против «Кальяри» Лукас забил свой первый и единственный гол за «Милан».
30 сентября 2020 года Лукас стал игроком французского «Лиона». В «Милане» у футболиста не получилось продемонстрировать свои качества, а после прихода на тренерский пост Стефано Пиоли бразилец и вовсе перестал подходить под тактическую схему итальянского клуба. «Олимпик» заплатил за трансфер 20 миллионов евро, +15 % процентов «Милан» получит от будущей перепродажи Пакета.

## В сборной
В 2017 года Лукас Пакета в составе молодёжной сборной Бразилии принял участие в молодёжном чемпионате Южной Америки в Эквадоре. На турнире он сыграл в матчах против команд Чили, Эквадора, Уругвая и дважды Колумбии.
8 сентября 2018 года в товарищеском матче против сборной США Лукас Пакета дебютировал за сборную Бразилии. 23 марта 2019 года в поединке против сборной Панамы он забил свой первый гол за национальную команду.
В 2022 году отправился со сборной на чемпионат мира 2022 года. В 1/8 турнира забил четвёртый гол против сборной Южной Кореи.

## Дело о ставках
Став игроком «Вест Хэма» Пакета угодил в скандал, связанный со ставками. В матче 27-го тура АПЛ против «Астон Виллы» в сезоне 2022/2023 Лукас получил желтую карточку чтобы сделать подарок своему брату на День Рождения, который сделал соответствующую ставку на это событие. Сумма выигрыша по данным ESPN могла составить больше $120 тысяч. Букмекерская компания Betway также ставит под сомнение еще 4 матча Пакеты из того же сезона. Участие бразильца в сомнительных схемах подтвердили в бразильском парламенте сославшись на информатора расследования.
Лукас Пакета на 1 год был отстранен от игр за Сборную Бразилии, а также по сообщению издания «Рейтинг Букмекеров» по этой же причине сорвался трансфер футболиста в «Манчестер Сити», который был готов заплатить €85 млн за трансфер.

## Личная жизнь
У Лукаса есть старший брат Матеус, который тоже играет в футбол. Прозвище Пакета — это название острова и района, в котором он вырос. Он большой поклонник музыкального стиля фанк-кариока и иногда имитирует шаги из этого танца во время празднования гола.

## Достижения
«Фламенго»
- Чемпион штата Рио-де-Жанейро: 2017
- Финалист Южноамериканского кубка: 2017

«Вест Хэм Юнайтед»
- Победитель Лиги конференций УЕФА: 2022/23

Сборная Бразилии
- Победитель Кубка Америки: 2019

## Статистика
| Выступление      | Выступление      | Выступление      | Чемпионат | Чемпионат | Кубки | Кубки | Континент | Континент | Прочие | Прочие | Итого | Итого |
| Клуб             | Лига             | Сезон            | Игры      | Голы      | Игры  | Голы  | Игры      | Голы      | Игры   | Голы   | Игры  | Голы  |
| ---------------- | ---------------- | ---------------- | --------- | --------- | ----- | ----- | --------- | --------- | ------ | ------ | ----- | ----- |
| Фламенго         | Серия А          | 2016             | 0         | 0         | 0     | 0     | 0         | 0         | 2      | 0      | 2     | 0     |
| Фламенго         | Серия А          | 2017             | 17        | 1         | 3     | 1     | 9         | 2         | 8      | 2      | 37    | 6     |
| Фламенго         | Серия А          | 2018             | 32        | 10        | 6     | 0     | 7         | 0         | 11     | 2      | 56    | 12    |
| Фламенго         | Итого            | Итого            | 49        | 11        | 9     | 1     | 16        | 2         | 21     | 4      | 95    | 18    |
| Милан            | Серии А          | 2018/19          | 13        | 1         | 4     | 0     | 0         | 0         | 0      | 0      | 17    | 1     |
| Милан            | Серии А          | 2019/20          | 24        | 0         | 3     | 0     | 0         | 0         | 0      | 0      | 27    | 0     |
| Милан            | Итого            | Итого            | 37        | 1         | 7     | 0     | 0         | 0         | 0      | 0      | 44    | 1     |
| Олимпик Лион     | Лига 1           | 2020/21          | 30        | 9         | 4     | 1     | 0         | 0         | 0      | 0      | 34    | 10    |
| Олимпик Лион     | Лига 1           | 2021/22          | 35        | 9         | 0     | 0     | 9         | 2         | 0      | 0      | 44    | 11    |
| Олимпик Лион     | Лига 1           | 2022/23          | 2         | 0         | 0     | 0     | 0         | 0         | 0      | 0      | 2     | 0     |
| Олимпик Лион     | Итого            | Итого            | 67        | 18        | 4     | 1     | 9         | 2         | 0      | 0      | 80    | 21    |
| Вест Хэм Юнайтед | Премьер-лига     | 2022/23          | 28        | 4         | 2     | 0     | 11        | 1         | 0      | 0      | 41    | 5     |
| Вест Хэм Юнайтед | Премьер-лига     | 2023/24          | 31        | 4         | 3     | 0     | 9         | 4         | 0      | 0      | 43    | 8     |
| Вест Хэм Юнайтед | Итого            | Итого            | 59        | 8         | 5     | 0     | 20        | 5         | 0      | 0      | 84    | 13    |
| Всего за карьеру | Всего за карьеру | Всего за карьеру | 212       | 38        | 25    | 2     | 45        | 9         | 21     | 4      | 303   | 53    |